# 野獣教師
『野獣教師』（やじゅうきょうし、原題: The Substitute）は、1996年にアメリカ合衆国で製作されたアクションクライムスリラー映画。

## ストーリー
凄腕の傭兵シェイルはキューバでの任務を終え、恋人ヘツコが待つマイアミへ帰って来た。ヘツコは地元のコロンバス高校の教師で、ある日学校の不良グループに襲撃され、足に大怪我を負ってしまう。怒りに燃えるシェイルは経歴を偽装し、自分自身が代理の教師として高校に赴任する。
歴戦のキャリアを持つシェイルに不良グループは手も足も出ず、次第に生徒達はシェイルのことを慕うようになっていく。一方、シェイルに対して怪しげな態度を取る校長ローレイは元・組織犯罪課の刑事であった。ローレイの態度に疑問を持ったシェイルが傭兵仲間と共に調査を開始すると、ローレイ自身が不良グループを手先として操っている麻薬取引の黒幕であり、麻薬売人と結託して裏で大金を手にしていることが判明する。
再び怒りに燃えるシェイルは傭兵仲間と共にローレイや不良グループを倒そうと決意するが、悪行の露見を知ったローレイも不良グループをヘツコの家へ向かわせ、彼らを亡き者にせんとする。愛する者を守るため、男の誇りを貫くため、シェイルは再び野獣と化すのだった。

## 登場人物
ジョナサン・シェイル
演 - トム・ベレンジャー
傭兵。落ち着いた性格。襲われたヘツコの代わりを務めるためにスミスの偽名で教師となる。
クラウド・ローレイ
演 - アーニー・ハドソン
校長。元組織犯罪課の刑事。
ジェーン・ヘツコ
演 - ダイアン・ヴェノーラ
シェイルの恋人。高校教師。不良に怖気つかない強気な性格だが、足に大怪我を負っているのに歩こうとするなど無茶をする部分もある。
ダレル・シャーマン
演 - グレン・プラマー
国語教師。陰謀に巻き込まれ、ローレイに射殺される。
ホアン・ラーカス
演 - マーク・アンソニー
不良グループのリーダー。
マット・ウルフソン
演 - クリフ・デ・ヤング
シェイルの友人。仕事の斡旋もしている。
ジェローム・ブラウン
演 - シャロン・コーリー
生徒。
ジョニー・グレイズ
演 - ロドニー・A・グラント
麻薬の売人。
ジョーイ・シックス
演 - レイモンド・クルス
シェイルの知り合い。
レム
演 - ルイス・ガスマン
シェイルの仲間。
ホラン
演 - ウィリアム・フォーサイス
シェイルの仲間。血の気が多く暴力的。
リサ
女子生徒。

## キャスト
| 役名                   | 俳優                     | 日本語吹替                                                                                           | 日本語吹替 |
| 役名                   | 俳優                     | VHS版                                                                                                | フジテレビ版 |
| ---------------------- | ------------------------ | --- | --- |
| ジョナサン・シェイル   | トム・ベレンジャー       | 土師孝也                                                                                             | 羽佐間道夫 |
| クラウド・ローレイ校長 | アーニー・ハドソン       | 秋元羊介                                                                                             | 内海賢二 |
| ジェーン・ヘツコ       | ダイアン・ヴェノーラ     | 小宮和枝                                                                                             | 藤田淑子 |
| ダレル・シャーマン     | グレン・プラマー         | 伊藤栄次                                                                                             | 田原アルノ |
| ホアン・ラーカス       | マーク・アンソニー       | 関智一                                                                                               | 二又一成 |
| マット・ウルフソン     | クリフ・デ・ヤング       | | 喜多川拓郎 |
| ジェローム・ブラウン   | シャロン・コーリー       | 室園丈裕                                                                                             | 塩屋翼 |
| ウェルマン             | リチャード・ブルックス   | 大川透                                                                                               | 福田信昭 |
| ジョーイ・シックス     | レイモンド・クルス       | 相沢正輝                                                                                             | 堀内賢雄 |
| ジョニー・グレイズ     | ロドニー・A・グラント    | | 仲野裕 |
| レム                   | ルイス・ガスマン         | 星野充昭                                                                                             | 宝亀克寿 |
| ホラン                 | ウィリアム・フォーサイス | 伊藤和晃                                                                                             | 谷口節 |
| その他                 |                          | 石波義人 渡辺穣 小形満 内川藍維 森利也 天田益男 棚田恵美子 深水由美 定岡小百合 麻生まどか 岩居由希子 | 磯辺万沙子 氷上恭子 大滝進矢 沢海陽子 古田信幸 室園丈裕 荻原秀樹 大黒和広 関口英司 遠近孝一 坪井智浩 岡田貴之 大坂史子 みうらうらら 村井厚之 |
| 日本語版スタッフ       |                          | | |
| 演出                   |                          | | 清水勝則 |
| 翻訳                   |                          | | 栗原とみ子 |
| 効果                   |                          | | 南部満治 |
| 調整                   |                          | | 栗林秀年 |
| 担当                   |                          | | 小笠原恵美子 魏治康 |
| 制作                   |                          | ACクリエイト                                                                                         | ザックプロモーション |
| 初回放送               |                          | | 1998年5月23日 『ゴールデン洋画劇場』 |

## 続編
後に続編として「野獣教師2」、「野獣教師3」、「U.S.ソルジャーズ」のビデオ映画が3本製作されたが、その際に主役はトリート・ウィリアムズへ交代された。